# Rakovice
Rakovice és un poble i municipi d'Eslovàquia que es troba a la regió de Trnava, a l'oest del país. El 2023 tenia 631 habitants.

## Història
La vila fou fundada el 1262.

## Demografia
| Godina             | 1994 | 2004   | 2014    | 2024    |
| ------------------ | ---- | ------ | ------- | ------- |
| Nombre de persones | 475  | 509    | 570     | 641     |
| Diferència         |      | +7,15% | +11,98% | +12,45% |

| Godina             | 2023 | 2024   |
| ------------------ | ---- | ------ |
| Nombre de persones | 631  | 641    |
| Diferència         |      | +1,58% |